# انا الخویک
انا الخویک (انگلیسی: Anna Olkhovyk؛ زادهٔ ۱۸ ژوئن ۱۹۸۷) بازیکن بسکتبال اهل اوکراین است.